# Castell dels Omells de na Gaia
El Castell dels Omells de na Gaia és un edifici dels Omells de na Gaia (Urgell) inclòs a l'Inventari del Patrimoni Arquitectònic de Catalunya.

## Història
L'indret fou repoblat, juntament amb l'Espluga Calba, Vinaixa, Tarrés i Rocallaura, vers mitjan segle xii, al mateix temps en què el comte de Barcelona Ramon Berenguer IV s'ocupava de la conquesta de la ciutat de Lleida. Una de les primeres mencions documentals dels «Olmels» data de l'any 1152 en què és esmentat com a afrontació territorial en la donació feta pel comte als homes de Tàrrega de tota la terra que ell posseïa a Vinaixa.
El primer testimoni documental del castell data del 1196 al testament de Ramon de Tarroja. Al 1218 un altre testament, el d'Hug de Torroja en el qual deixaa la seva germana Eldiarda la propietat del castell. Al 1231 Eldiarda i el seu marit en feien donació al seu fill Simó per motiu del seu enllaç amb Gueraula d'Anglesola. Al 1272 G. de Jorba testà llegant el castell a Pere de Copons, exceptuant dominicatura que va passar a mans de Vallbona de les Monges. El 10 de gener de 1235 al castell de Vinaixa el monarca Jaume I confirmava al monestir de Poblet totes les cessions de drets en el castell i la vila d'Omells de Na Gaia que havien atorgat Berenguer de Puigverd, amb el seu germà Guillem i el seu pare. Jaume I també donà a Eliarda d'Anglesola el lloc de l'Espluga Calba amb totes les seves pertinences al 1251.
El lloc formà part des d'aleshores de la baronia de Vallbona de les Monges. L'abadessa tingué la jurisdicció plena del lloc (i d'altres que posseïa) per compra al rei Pere III el 1380, de la jurisdicció civil i criminal. Hi restà incorporat (llevat d'uns anys durant la guerra contra Joan II, que passà a Poblet) fins a la fi de l'Antic Règim. Al 1467, el monarca Joan II notificà que el castell dels Omells de Na Gaia s'havia alçat contra ell i l'atacà ferotgement sortint-ne força mal parat i iniciant així el seu procés de degradació.

## Arquitectura
Les restes del castell d'Omells de Na Gaia es troben molt malmeses pel pas del temps. Les pedres del castell han estat espoliades i reaprofitades en la construcció de les cases properes al castell. Les restes del castell es basen en pocs metres de mur de pedra dempeus situades a la part més alta de la població, rodejant la cisterna municipal d'aigua.